# ELF OpenGo
ELF OpenGo是Facebook AI Research團隊（FAIR）所開發的電腦圍棋軟體及所釋出的資料。

## 簡介
ELF OpenGo是Facebook AI Research團隊（FAIR）依照Google DeepMind在科學期刊《自然》上對於AlphaGo Zero所發表的論文與AlphaZero的論文所實做出的開源電腦圍棋程式，也就是不使用人類棋譜與累積的圍棋知識，僅實做圍棋規則，使用單一類神經網路從自我對弈中學習（不像AlphaGo以人類角度思考，設計了Policy Network與Value Network）。
訓練網路使用20 blocks x 224 filters，在2000個GPU下訓練兩週，相較AlphaGo Zero使用的20 blocks x 256 filters版本略小一些（AlphaGo Zero另外還有40 blocks x 256 filters）。
由於Facebook所擁有的計算資源，產生出高品質的訓練網路資料與對局棋譜，許多基於相同演算法或是AlphaGo相關論文內容的圍棋軟體都積極測試ELF OpenGo所提供的訓練資料。

## 成績

### 對電腦

#### Leela Zero
Leela Zero是目前少數有公開程式碼並公開訓練網路資料的圍棋軟體，且仍然有志願者持續投入資源計算演化，故經常被當作其他圍棋軟體的基準。
由Facebook自行測試，ELF OpenGo與Leela Zero對戰的成績為198:2。在Leela Zero的進度網站上也經常會比較現有訓練網路與ELF OpenGo的比較。

#### CGOS
志願者在CGOS上使用Leela Zero的程式引擎以及由ELF OpenGo公開的訓練網路（v0）轉換成Leela Zero格式的訓練網路（即Hash值62b5417b的訓練網路，帳號LZ_62b541_ELF_1600）進行對弈測試，但由於目前在CGOS上測試的不是ELF Go的程式引擎，不清楚ELF OpenGo的訓練資料在轉換後的影響。截至2018年5月30日，對弈已經超過1000盤，BayesElo分數約3770分。

### 對人
Facebook與韩国棋院合作，以中國規則與韓國的世界頂尖棋手對弈（貼目7.5目），在電腦每步限制50秒（使用單機單張NVIDIA Tesla V100），人類不限時間的前提下，每個人至少下兩局，達到14:0的成績，對弈對手包括金志錫、申真谞、朴永训以及崔哲瀚。

## 相關連結
- AlphaGo Zero，所參考論文的電腦圍棋軟體。
- Darkforest，上一代Facebook所開發的電腦圍棋軟體。
- Leela Zero，另外一套也是依照AlphaGo Zero所實做的開源電腦圍棋軟體，在ELF OpenGo測試時被當作比較基準。
- 计算机围棋
- 圍棋軟體

## 註解
1. ↑  包含所有電腦對弈棋譜，以及12盤人類棋手願意公開的棋譜資訊（14盤中有2盤因尊重棋手意願不公開[6]）。另外在棋譜中未納入人類棋手的名字[6]。
2. ↑  Leela Zero的訓練網路為2018年4月25日所訓練出的第128代，Hash值為158603eb[9]的版本。

## 外部連結
- 官方网站
- pytorch/ELF: ELF: a platform for game research（页面存档备份，存于）